# 矮山芝麻
矮山芝麻（学名：Helicteres plebeja）为梧桐科山芝麻属下的一个种。

## 扩展阅读
- 維基物種上的相關：矮山芝麻